# Temã (Edom)
Temã (em hebraico: תימן) era uma cidade ou clã edomita. O termo também é tradicionalmente aplicado a judeus iemenitas. Este local ficou famoso como centro de sabedoria.

## Localização
Temã ou te'-man (תימן) significa "à direita", ou seja, "sul" (Thaiman) e é o nome de um distrito e cidade, na terra de Edom, nomeado após Temã, o neto de Esaú, filho de seu primogênito, Elifaz. Um príncipe Temã é chamado entre os chefes ou clãs de Edom. Ele não aparece, contudo, em primeiro lugar, no lugar do primogênito. Husão, da terra dos temanitas foi um dos antigos reis de Edom. Em Obadias 1:9 verifica-se que Temã estava na terra de Esaú (Edom). Em Amós 1:12 o lugar é nomeado junto com Bozra, capital de Edom. Na desolação de Ezequiel 25:13 é denunciado sobre Edom: "Do mesmo Temã até Dedã cairão à espada." Dedã (em árabe moderno Alula), sendo no Sul, Temã deve ser procurado na região Norte. Eusébio "Onomástico" conhece um distrito na região Gebalene chamado Temã, e também uma cidade com o mesmo nome, ocupado por uma guarnição romana, a 15 quilômetros de Petra. Infelizmente, nenhuma indicação de direção é dada. Nenhum vestígio do nome ainda foi encontrado. Pode ter sido na estrada de Elate para Bozra. Os moradores de Temã parecem ter sido famoso pela sua sabedoria. Elifaz, o temanita, era o chefe dos consoladores de Jó (2:11, etc.) A maneira pela qual a cidade é mencionada pelos profetas, agora, por si só, e novamente em pé de Edom, mostra a importância que deve ter sido no seu tempo.
Segundo alguns estudiosos da Bíblia e comentadores, Temã era uma cidade na terra de Uz. Em "O Comentário Geral sobre a Bíblia Sagrada", está escrito: "Ao longo de quase toda a história dos hebreus ou Idumeia Uz era considerado pelos judeus sob a mesma luz de elegância e realização, como a Grécia pelos romanos, e Temã, a cidade nativa de Elifaz, como a Atenas da Arábia Pétrea".
A Enciclopédia Judaica pontos que a genealogia bíblica e as referências ao nome "Temã": "prova que Temã foi um dos mais importantes das tribos edomita, e isso é confirmado pelo fato de que" Temã "é usado como sinônimo Edom para si (Amos i. 12; Obad 9;.... comp XLIX Jr 20, 22;. Hab iii 3). temanitas eram famosos por sua sabedoria. (XLIX Jr 7;.. iii Baruch 22)".
A localização exata de Temã permanece desconhecida, mas existe a possibilidade de que, se a cidade de Temã nunca existiu como um local de maior permanência dos pastores durante o tempo de Jó, Maã atual (em árabe: معان) na Jordânia pode ser seu sucessor, devido à semelhança fonética dos seus nomes e a localização dos Ma'an no local provável da antiga Edom. A possível localização de Temã é quase idêntica com a localização da cidade jordaniana Ma'an. Outros peritos identificam Temã com Tavilã, a uns 5 quilômetros ao leste de Petra.